# 姚渡镇 (成都市)
姚渡镇，是中华人民共和国四川省成都市青白江区下辖的一个乡镇级行政单位。姚渡镇在1981年以前一直是金堂县所辖乡镇，东邻赵镇、西挨日新、北望城厢、南与福洪相望。1981年元月，姚渡、城厢、太平（清泉）、祥福、龙王、日新、人和等原金堂县城厢区和太平区所辖乡村区域规划至成都市新区青白江区。
著名辛亥革命烈士，民族英雄彭家珍于1888年出生于姚渡乡石笼三堰（现为赵镇同合村）。

## 行政区划
姚渡镇下辖以下地区：
姚家渡社区、黄坭村、光明村、坪家村、凉水村、芦稿村和永和村。
2019年，原日新镇，龙王镇规划至姚渡镇。